# Cornelia Cole Fairbanks

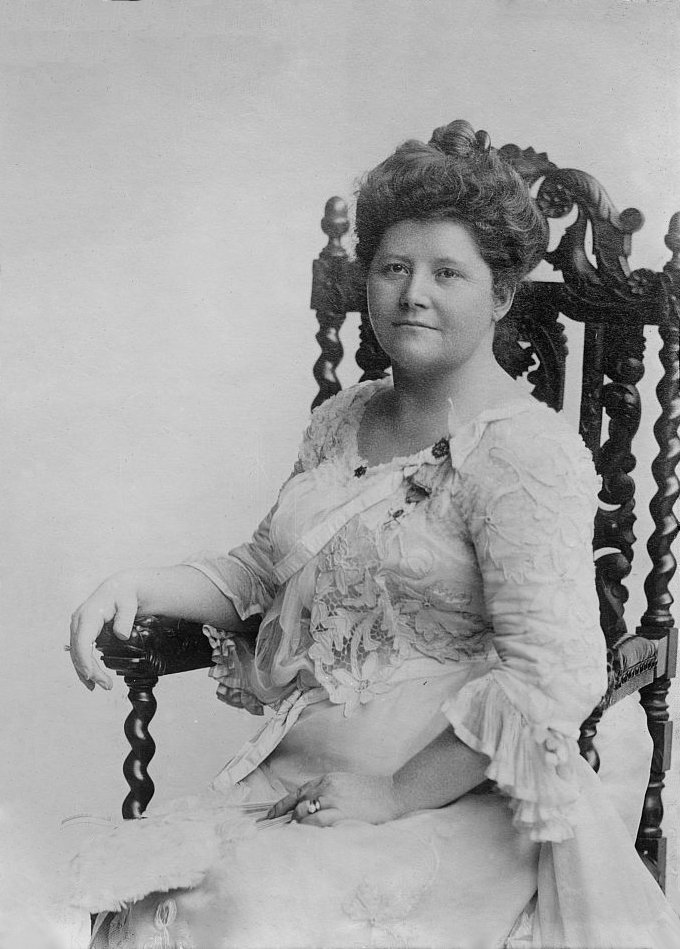
Cornelia Cole Fairbanks

Cornelia „Nellie“ Cole Fairbanks (* 14. Januar 1852 in Marysville, Ohio; † 25. Oktober 1913 in Indianapolis, Indiana) war die Ehefrau von Charles W. Fairbanks, der von 1905 bis 1909 der 26. Vizepräsident der Vereinigten Staaten war. Während der Amtszeit ihres Mannes hatte sie die inoffizielle Position der Second Lady der Vereinigten Staaten inne. Sie war eine führende Person der Suffragetten und eine Wegbereiterin der Politik für amerikanische Frauen im 20. Jahrhundert.

## Frühes Leben
Cornelia Cole wurde geboren als Tochter von Philander Cole, einem Staatssenator aus Ohio, und Dorothy Witter. Sie besuchte das Ohio Wesleyan Female College, wo sie im Jahre 1872 mit einem Artium Baccalaureus abschloss. Im Jahr 1874 heiratete sie Charles Fairbanks, den sie an der Ohio Wesleyan University während ihrer Arbeit für die Schulzeitung kennengelernt hatte. Sie zogen nach Indiana, wo er als Anwalt arbeitete, sie unterstützte ihn in seiner Kanzlei, schließlich ermutigte sie ihn, in die Politik zu gehen.

## Zeit in Indianapolis und Washington
Sie war eine der Gründerinnen des Fortnightly Literary Club für Frauen in Indianapolis, dessen erste Präsidentin sie zwischen 1885 und 1888 war. Während dieses Zeitraums wirkte sie auch in anderen Wohltätigkeitsorganisation.
Während ihr Mann US-Senator war, wurde Cornelia Fairbanks 1901 zur Präsidentin der Nationalen Gesellschaft der Daughters of the American Revolution gewählt; in dieser Position blieb sie für zwei Amtsperioden. Während ihrer Amtszeit half sie bei der Sammlung von Geldern für den Bau der Memorial Continental Hall in Washington. Sie war auch aktiv in der George Junior Republic Bewegung. Nachdem ihr Mann aus dem Amt ausgeschieden war, bereiste sie 1910 die Welt, einschließlich eines Besuchs am Hof von Eduard VII. in Großbritannien. Die Kleidung, die sie bei diesem Ereignis trug, befindet sich in der Smithsonian Institution.

## Vermächtnis
Cornelia Fairbanks starb im Jahre 1913. Sie liegt neben ihrem Mann († 1918) auf dem Crown Hill Cemetery in Indianapolis begraben. Sie galt als mächtig progressiv, hinter den politischen Kulissen wirkend, und ebnete den Weg für Frauen in Führungspositionen in den Vereinigten Staaten. Sie galt als das Äquivalent des weiblichen Präsidenten der Vereinigten Staaten durch ihre Führungsrolle bei den Töchtern der amerikanischen Revolution und half bei der Entstehung des zweiten Women’s Club in den Vereinigten Staaten in Indianapolis, durch ihre Arbeit im nationalen Vorstand des General Federation of Women’s Clubs. Sie galt als feminin, war aber eine Suffragette und Verfechterin der Frauenrechte. Man erinnert sich an sie als Wegbereiterin der Politik für die amerikanischen Frauen im 20. und 21. Jahrhundert. Sie war zu ihrer Zeit eine der bekanntesten Frauen in den Vereinigten Staaten und gilt genauso wie ihr Mann als kluger Politiker.
Fairbanks war eine Vorkämpferin des protestantischen Christentums und unterstützte die Missionsarbeit. Im Jahr 1899 organisierte sie eine Reise nach Alaska für die British and American Joint High Commission. Fairbanks, die zweitgrößte Stadt Alaskas wurde kurze Zeit danach, zu Ehren ihres Ehemannes, so benannt. Auf Wunsch ihres Mannes entstand der Cornelia Cole Fairbanks Trust Fund, um ein Behandlungszentrum für Alkoholabhängige zu gründen. Das Zentrum in Indianapolis erhielt den Namen The Cole Cornelia Fairbanks Memorial Home.

## Ehe und Familie
Cornelia und Charles hatte vier Söhne und eine Tochter:
- Robert Fairbanks, der Yale besuchte
- Richard M. Fairbanks, der Yale besuchte und als Hauptmann im Ersten Weltkrieg diente
- Adelaide Fairbanks, mit Dr. Horace Allen verheiratet
- Warren Charles Fairbanks
- Frederick Cole Fairbanks